# Bashawi
Bashawi (tiếng Ả Rập: بشاوي) là một ngôi làng Syria nằm ở phó huyện Wadi al-Uyun ở huyện Masyaf, Hama. Theo Cục Thống kê Trung ương Syria (CBS), Bashawi có dân số là 253 người trong cuộc điều tra dân số năm 2004.